# 阿爾伯特·傑姆琴科
阿爾伯特·傑姆琴科（俄语：Альберт Михайлович Демченко，1971年11月27日—）是一位俄羅斯男子雪橇運動員，從1992年開始參賽。他參加過7屆冬季奧運，在2006年杜林冬奧奪得首面獎牌，男子單人項目銀牌。2014年索契冬奧他在男子單人和混合團體項目奪得銀牌。